# 阿森與彼得起义
阿森和佩塔尔起义是由阿森和彼得兩兄弟所领导的叛乱。

## 背景
12世纪下半叶，保加利亚赋税繁重，民怨沸腾。在这种情况下，库曼和瓦拉几亚混血的两兄弟阿森和彼得于1185年在特尔诺沃组织反抗活動，宣布保加利亚独立。

## 叛乱成功
活動開始後叛军旋即占领了多瑙河沿岸，入侵色雷斯，并击败了约翰内斯·坎塔库齐诺斯领导的部队。皇帝伊萨克二世·安杰鲁斯见状，亲自率军镇压保加利亚叛军，将保加利亚军队击溃於多瑙河北方，之後便返回君士坦丁堡。然而，彼得和阿森在库曼的增援下解放了保加利亚北部。拜占庭人袭击了保加利亚的洛维奇堡垒，但几个月后未能攻克，他们被迫签订和平条约并从保加利亚撤军。沙皇伊凡·阿森一世在特里亚夫纳战役中击败了入侵保加利亚的东罗马军队。这使得保加利亚的独立具有决定性意义。